# Botschaft des Königreichs Saudi-Arabien in Ankara
Die Botschaft des Königreichs Saudi-Arabien in Ankara (engl. Embassy of the Kingdom of Saudi Arabia in Republic Turkey) ist der Hauptsitz der diplomatischen Vertretung des Königreichs Saudi-Arabien in der Republik Türkei. Das Botschaftsgebäude hat die Adresse: Turan Emeksiz sok. Nr. 6 in Gaziosmanpaşa, Çankaya. Botschafter des Dieners der beiden heiligen Moscheen ist Walid bin Abdulkarim Al-Khuraiji. In Istanbul befindet sich außerdem ein saudisches Generalkonsulat.